# جامعة باريس

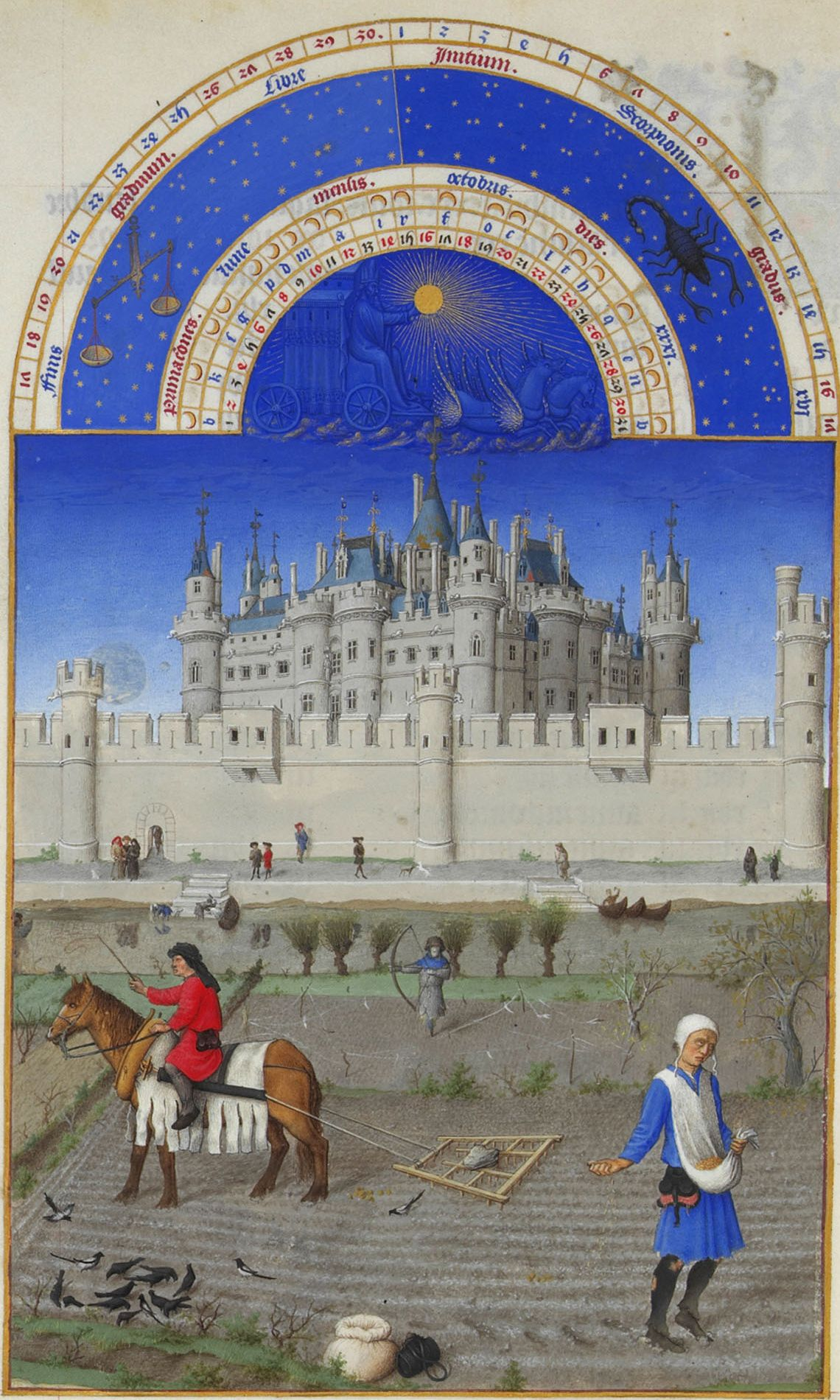
باريس في القرن التاسع عشر (مقتنيات اللوفر)

جامعة باريس (بالفرنسية :Université de Paris) تم تأسيس جامعة باريس ونمت في النصف الثاني من القرن الثاني عشر، ولكن في عام 1970 تم إعادة تنظيمها إلى ثلاثة عشر جامعة مستقلة (جامعة باريس الأولى - ثالث عشر). وكثيرا ما يشار إلى جامعة باريس على أنها السوربون بعد مؤسسة (كوليج دو سوربون -Collège de Sorbonne) (تأسست حوالي 1257) مع أن محور جامعة باريس على هذا النحو لم يكن أبداً حول السوربون.

## المنشأ
مثل الجامعات الأخرى من أوائل القرون الوسطى (جامعة بولونيا، جامعة بادوفا، جامعة اكسفورد)، ولكن خلافاُ للجامعات اللاحقة لها (مثل جامعة براغ أو جامعة هايدلبيرغ)، انشئت جامعة باريس في وقت لاحق لتأسيسها من خلال قانون امتياز ملكي أو بابوي. أصبحت جامعة باريس أهم جامعة أوروبية في القرن الثالث عشر الميلادي.
نمت جامعة باريس في الجزء الأخير من القرن الثاني عشر حول كاتدرائية نوتردام بوصفها شركة مماثلة لغيرها من الشركات في القرون الوسطى، مثل نقابات التجار أو الحرفيين.
في القرون الوسطى كانت كلمة جامعة اللاتينية بمعنى اعم نقابة، وكان يطلق علي جامعة باريس، عالم magistrorum et scholarium (نقابه للسادة والعلماء).
وقد أقيمت في منطقة على الضفة اليسرى التي جرت تسميتها بالحي اللاتيني منذ العصور الوسطى. في تلك الأيام كان الطلاب والأساتذة المقيمون هناك يتحدث بعضهم إلى بعض باللغة اللاتينية.وقد أقيمت في منطقة على الضفة اليسرى التي جرت تسميتها بالحي اللاتيني منذ العصور الوسطى. في تلك الأيام كان الطلاب والأساتذة المقيمون هناك يتحدث بعضهم إلى بعض باللغة اللاتينية.
كان لجامعة باريس اربع كليات : الاداب، والطب، والقانون، واللاهوت. وكانت كلية الاداب ادنى في المرتبة، ولكن كانت أكبر مكان لطلاب الدراسات العليا وواحدة من أعلى الكليات قبولا.
الطلاب كانت هناك مقسمة إلى أربع وفقا لللغة أو الأصل الإقليمي، وتلك من فرنسا، نورماندي، picard، وانكلترا، وفي وقت لاحق جاء الألمان. وشملت الامة الانكليزيه - الالمانيه في الواقع طلاب من الدول الاسكندنافيه وأوروبا الشرقية.ازدهرت في القرن الثالث عشر ازدهاراً كبيراً وهكذا كان لطلاب تلك الجامعات مكانة مرموقة وكلمة محترمة في الأوساط العلمية
أصبح نظام جامعة باريس (و نظام جامعة بولونيا) نموذجا لجميع الجامعات في القرون الوسطى في وقت لاحق.
اكتسبت جامعة باريس اعترافات رسمية بها من قبل الملك فليب اوغسطس والبابا انوسنت الثالث حوالي 1200م جامعة باريس مراسم خاصة كلفت لخريجيها واساتذتها حقوقا هامة وعديدة.

## أشهر الطلاب
من أشهر الطلاب الذين تخرجوا من جامعة باريس كانوا من كبار مفكرى غرب أوروبا مثل أبيلارد، حنا سالسبورى، وتوما الأكويني، روجر بيكون ودنزسكوتس وغدت في القرن الخامس عشر حصنا منيعا للدين.

## شهادات الدكتوراه
مع أن جامعة باريس في فرنسا وجامعة بولونا في إيطاليا كانتا أولى الجامعات في العالم التي منحت شهادات الدكتوراه وذلك خلال النصف الثاني من القرن الثاني عشر الميلادي في مجالات القانون وعلم الأديان والفلسفة والطب وغيرها، إلا أن مثل تلك الشهادات لم تكن ترقى من حيث قيمتها وأهميتها العلمية إلى مستوى شهادة دكتوراه الفلسفة Ph.D. التي طورتها الجامعة الألمانية مما أعطى لها ميزة عالمية فريدة في الأوساط الأكاديمية في ذلك الوقت

## ثلاثة عشر جامعة مستقلة
رغم أن الجامعات الآن مستقلة عن بعضها البعض واندراجها ضمن أكاديميات مختلفة مثل أكاديمية كريتيه (Académie of Creteil) أو أكاديمية فرساي (Académie of Versailles) بدلاً من أكاديميه باريس (Académie of Paris)، فإن عدداً من المهام الإدارية من الجامعات الثلاثة عشر يشرف عليها مستشار مشترك، عميد أكاديميه باريس، مع مكاتب في السوربون.

## السوربون
من الثلاثة عشر جامعة المستقلة حاليا، الاربعة الأولى لها وجود في مبنى السوربون التاريخية وهي جامعة باريس الأولى (بانتيون)، وجامعة بانتيون أساس، وجامعة باريس الثالثة (السوربون الجديدة)، وجامعة باريس الرابعة (السوربون) وجامعة باريس الخامسة (ديكارت). ولجميعها مقرات بالبنايات القديمة للسربون، وتشمل ثلاثة «السوربون» في أسمائها.

## الترتيب على مستوى جامعات العالم
جاءت جامعة باريس 11 في الترتيب (24) على مستوى جامعات العالم، متقدمة بذلك على خمس مؤسسات فرنسية أخرى كجامعة باريس6 التي احتلت المرتبة (31)، ثم المدرسة العليا للتكوين وجامعة استراسبورغ 1، وجامعة باريس، 7التي احتلت المرتبة (110) من أصل (500).

## مقالات ذات صلة
- حق التصويت للأجانب
- قائمة الجامعات الحديثة في أوروبا (1801–1945)